# Велики хамам у Приштини
Велики хамам у Приштини (алб. Hamami i madh i Prishtinës, тур. Fatih Sultan Mehmet Han Hammam) је један од неколико споменика из времена Османлија у Приштини. Хамами су такође познати и као турска купатила. Направљен је у 15. веку и био је део Царске џамије у Приштини. Током летњих и пролећних месеци, користио се као место за састајање. Сматран једним од најзначајнијих објеката културног и историјског наслеђа, Велики хамам у Приштини био је у лошем стању кроз године до одобрења рестаурације.
Хамам се тренутно обнавља и планирано је да постане музеј Приштине. Изградња хамама је у власништву општине Приштина и под заштитом је самопроглашене Републике Косово. Велики хамам у Приштини је део културног наслеђа одлуком министра Мемила Краснићија из Министарства културе, омладине и спорта, од октобра 2012. Али пре Рата на Косову и Метохији, 1985. хамам се сматрао заштићеним спомеником законом „Заштита споменика” број 19/77, према архитекти Нол Бинакају. Према његовим речима, иако је хамам много другачији од оригиналне верзије, промењен је само источни и главни део зграде. Остатак зграде је остао исти. Он је симбол старе Приштине, заједно са Сахат-кулом, Чаршијском џамијом, зградом Академије, Царском џамијом и другима.